# Томас Бролін
То́мас Бро́лін (швед. Tomas Brolin, у шведській вимові — Брулін) нар. 29 листопада 1969, Гудіксвалль) — шведський футболіст, що грав на позиції атакувального півзахисника.

## Клубна кар'єра
Народився 29 листопада 1969 року в місті Гудіксвалль. Вихованець футбольної школи клубу «Несвікенс». У дорослому футболі дебютував 1984 року виступами за головну команду цього ж клубу, в якій провів два сезони, взявши участь у 36 матчах чемпіонату.
Згодом з 1987 по 1990 рік грав у складі команд клубів ГІФ Сундсвалль та ІФК Норрчепінг.
Своєю грою за останню команду привернув увагу представників тренерського штабу клубу «Парма», до складу якого приєднався 1990 року. Відіграв за пармську команду наступні п'ять сезонів своєї ігрової кар'єри. Більшість часу, проведеного у складі «Парми», був основним гравцем команди. За цей час виборов титул володаря Кубка Італії, ставав володарем Кубка Кубків УЄФА, володарем Суперкубка УЄФА, володарем Кубка УЄФА.
Протягом 1995–1998 років захищав кольори клубів «Лідс Юнайтед», «Цюрих», «Парма» та «Крістал Пелес».
Завершив професійну ігрову кар'єру у нижчоліговому клубі «Гудіксвалль» з рідного міста, за команду якого провів одну гру 1998 року.

## Виступи за збірну
1990 року дебютував в офіційних матчах у складі національної збірної Швеції. Протягом кар'єри у національній команді, яка тривала 6 років, провів у формі головної команди країни 47 матчів, забивши 26 голів.
У складі збірної був учасником чемпіонату світу 1990 року в Італії, чемпіонату Європи 1992 року у Швеції, а також чемпіонату світу 1994 року у США, на якому допоміг команді здобути бронзові нагороди.

## Титули та досягнення

### Командні
- Володар Кубка Італії (1):

«Парма»: 1991-92
- Володар Кубка Кубків УЄФА (1):

«Парма»: 1992-93
- Володар Суперкубка УЄФА (1):

«Парма»: 1993
- Володар Кубка УЄФА (1):

«Парма»: 1994-95
- Бронзовий призер чемпіонату світу: 1994

### Особисті
- Найкращий шведський футболіст року (2):

1990, 1994
- Найкращий бомбардир чемпіонату Європи (1):

1992 (3 голи, разом з Деннісом Бергкампом, Карлом-Гайнцем Рідле, Генріком Ларсеном)

## Після футболу
Ще будучи футболістом, Томас Бролін зацікавився винаходом безробітного на той час Горана Едлунда — покращеною насадкою для пилососа, що була легшою, дешевшою та ефективнішою за попередні аналоги. Спортсмен вклав гроші в цей проект, що принесло йому солідні дивіденди. Він разом з Едлундом заснував компанію Twinnovation AB, що з березня 1998 року почала випускати ці насадки (Twinner). Запланований обсяг продажів в 40000 одиниць був майже втричі перевищений вже за перші дев'ять місяців. Виробництво Twinner вийшло за межі Скандинавії, перемістившись до Португалії, потім — до Чехії, а згодом — до Естонії.  